# قطعنامه ۲۳۷۱ شورای امنیت
قطعنامه ۲۳۷۱ شورای امنیت سازمان ملل متحد در تاریخ ۵ اوت ۲۰۱۷ (برابر ۲۴ مرداد ۱۳۹۶) به‌منظور تقویت تحریم‌های کره شمالی به دلیل دو آزمایش موشک بالستیک (ICBM) انجام شده در تاریخ‌های ۳ و ۲۸ ژوئیه ۲۰۱۷، به اتفاق آرا به تصویب رسید. این قطعنامه پیام روشنی به کره شمالی می‌فرستد که شورای امنیت در برابر اقدامات کره شمالی متحد بوده و از کره شمالی می‌خواهد که برنامه‌های هسته ای و موشک‌های بالستیکی خود را ممنوع کند.
قطعنامه ۲۳۷۱ مصوب اوت ۲۰۱۷ شامل تقویت تحریم‌هایی که قبلاً در رابطه با آزمایش‌های موشکی کره شمالی اتخاذ شده بود می‌باشد. این تحریم‌ها شامل: «ممنوعیت هر گونه صادرات و واردات و به‌طور خاص ممنوعیت صدور زغال‌سنگ (بزرگترین منبع صادرات کره شمالی به خارج)، آهن، سنگ آهن، سرب، سنگ سرب و غذاهای دریایی» می‌باشد.
ممنوعیت صادرات این مواد باعث می‌شود که عایدات کره شمالی به میزان سالیانه ۱ میلیارد دلار کاهش پیدا می‌کند که این پول مصرف برنامه‌های غیرقانونی کشور می‌شد. کره شمالی حدوداً سه میلیارد دلار سالیانه از صادرات سود می‌برد. به‌علاوه تحریم‌ها، قاچاق تسلیحات کره شمالی، مشارکت اقتصادی با شرکت‌های خارجی، بانک‌ها و سایر منابع را نیز شامل می‌شود.
تصویب این قطعنامه با اتفاق آراء به معنی رأی مثبت چین و روسیه به آن است که یک موفقیت فوق‌العاده برای دولت آمریکا محسوب می‌شود. آمریکا معتقد است که اگر موشک بالستیک برای دولت کره شمالی مجاز باشد کشورهای دیگر از جمله ایران و سایر کشورها نیز می‌توانند به‌دنبال آن بروند. با در نظر گرفتن تمایل ایران به توسعه طلبی ریشه دار مذهبی و فرقه گرایی سیاسی خطر این امر بسیار بالاست.

## مفاد قطعنامه
قطعنامه ۲۳۷۱ شامل موارد کلیدی زیر می‌شود:
محکومیت کره شمالی به دلیل آزمایش موشک بالستیک در تاریخ ۳ و ۲۸ ژوئیه با قوی‌ترین کلمات، و کره شمالی را مجبور می‌کند که از آزمایش هسته ای یا هر گونه فناوری موشک‌های بالستیک در ارتباط با تسلیحات هسته ای و برنامه‌های هسته ای خود را به‌طور کامل تعطیل کند.
اعمال چندین ممنوعیت صادرات کره شمالی که درآمدهای آن صرف برنامه‌های هسته و موشک‌های بالستیکی کره شمالی می‌شود.
- ممنوعیت در بزرگترین صادرات، زغال‌سنگ که باعث از دست دادن سالیانه بیش از ۴۰۱ میلیون دلار می‌شود.
- ممنوعیت صادرات آهن و سنگ آهن که سالیانه ارزش آن حدود ۲۵۰ میلیون دلار است.
- ممنوعیت صدور غذاهای دریایی که سالیانه ارزش آن حدود ۳۰۰ میلیون دلار است.
- ممنوعیت صادرات سرب و سرنگ سرب که سالیانه ارزش حدودی آن ۱۱۰ میلیون دلار است.

اعمال محدودیت‌های اضافی که از دستیابی کره شمالی به سیستم سرمایه‌گذاری بین‌المللی جلوگیری می‌کند:
- تحریم حساب‌های شخصی یا مستقل که برنامه‌های هسته ای و موشکی کره شمالی را پشتیبانی می‌کند شامل بانک تجارت خارجی کره شمالی که با استفاده از حمایت دیپلماتیک و کنسولی و فعالیت‌های بشردوستانه به برنامه موشک بالستیک و هسته ای کره شمالی کمک می‌کرد.
- جلوگیری از هر گونه فعالیت‌های اقتصادی مشترک یا همکاری‌های تجاری بین کره شمالی و سایر کشورها مانند ممنوعیت سرمایه‌گذاری که در حال حاضر وجود دارد.
- ممنوعیت کشورهای دیگر در استفاده از کارگران کره شمالی که درآمد آن‌ها صرف برنامه‌های غیرقانونی کره شمالی می‌شود.

شورای امنیت از کمیته تحریم‌های کره شمالی می‌خواهد که هر گونه جنگ‌افزارهای معمول و مواد مربوط به آن‌ها را شناسایی و ورود و خروج آن‌ها از کره شمالی را ممنوع کند.
شورای امنیت، کمیته تحریم‌های کره شمالی را قادر می‌سازد که کشتی‌های که تحریم‌های قطعنامه‌های سازمان ملل را زیر پا می‌گذارند را شناسایی و از دسترسی آن‌ها به بندرهای بین‌المللی را ممنوع کند.
اجرای کلیه تحریم‌ها شامل تهیه لیست ویژه در مورد تحریم سفر مقامات کره شمالی برای انترپل
تهیه منابع تحلیلی برای متخصصان سازمان ملل برای مانیتور کردن تحریمات

## واکنش کره شمالی
روز دوشنبه ۷ اوت ۲۰۱۷ پیونگ یانگ در یک واکنش رسمی به تحریم‌های جدید سازمان ملل اعلام کرد که تحریم‌های سازمان ملل باعث توقف گسترش زرادخانه اتمی آن کشور نخواهد شد و تا زمانی که از سوی آمریکا تهدید شود وارد هیچ مذاکره نخواهد شد.
روز سه شنبه ۸ اوت ۲۰۱۷ روز بعد از تصویب قطعنامه دولت کره شمالی در واکنش به آن بیانیه ای صادر کرد که در آن آمده‌است که: «دشمنان نباید فراموش کنند که ما آمده‌ایم با بسیج کامل ملت، بی رحمانه دست به اقداماتی راهبردی و عملی بزنیم.» در بیانیه دیگری پیونگ یانگ، کره جنوبی را تهدید کرده‌است که: «کره جنوبی نباید فراموش کند که ما می‌توانیم جزایر خط غربی و سئول را در زیر آتش بگیرد.»
روز چهارشنبه ۹ اوت ۲۰۱۷ کره شمالی اعلام کرد که مناطق اطراف جزیره گوام را به عنوان خاک آمریکا به حساب می‌آورد و طرح‌هایی تهیه کرده‌است که آن را با موشک‌های میان‌برد هدف قرار دهد.

## مواضع آمریکا
نیکی هیلی سفیر آمریکا در سازمان ملل گفت که تحریم‌های جدید علیه کره شمالی یک اقدام جدی از طرف جامع بین‌المللی با تهدیدات هسته ای کره شمالی می‌باشد. وی گفت که زمان آن رسیده‌است که کره شمالی فهم کند که ما بسیار جدی هستیم و دیگر بازی نمی‌کنیم. او افزود این تحریم‌ها یک سوم از تجارت صادرات کره شمالی را هدف قرار داده‌است و ما اساساً به آن‌ها با یک میلیارد دلار تحریم ضربه زده‌ایم که به زودی آن‌ها آن را احساس خواهند کرد. وی تأکید کرد که ما آماده‌ایم تا برای دفاع از خود و همپیمانان خود دست به هر کاری بزنیم و توپ در زمین کره شمالی است.
در پی تهدیدهای کره شمالی بعد از تصویب قطعنامه سازمان ملل، دونالد ترامپ رئیس جمهور آمریکا در ۸ اوت ۲۰۱۷ در یک سخنرانی کوتاه گفت که بهتر است کره شمالی بیش از این تهدید نکند در غیر این صورت با خشم و آتشی پاسخ خواهد گرفت که جهان تا کنون مثل آن را ندیده‌است.
چهارشنبه ۸ اوت ۲۰۱۷ پس از تهدید کره شمالی مبنی بر حمله به مناطق اطراف جزیره گوام تحت حمایت آمریکا، کره جنوبی از اعزام بمب افکن‌های راهبردی ارتش ایالات متحده آمریکا به این کشور خبر داد.

## واکنش کشورها
فرانسه از تصویب قطعنامه ۲۳۷۱ شورای امنیت سازمان ملل در ۵ اوت به اتفاق آرا در محکومیت آزمایش‌های موشک بالستیکی کره شمالی استقبال کرد. فرانسه مجدداً از کره شمالی می‌خواهد به فوریت از تعهدات بین‌المللی تبعیت نموده و برنامه اتمی و برنامه‌های موشک بالستیک خود را به‌طور کامل، قابل تأیید و به شکل بازگشت ناپذیری منهدم کند و در رسیدن به این هدف کاملاً متعهد باقی بماند.
وزیران خارجه کره جنوبی و ژاپن برای مقاله با تهدید مشترک بر افزایش همکاری فی‌مابین تأکید کرده‌اند.
وزارت خارجه چین با انتشار بیانیه ای تأکید کرد که اوضاع منطقه به نقطه بحرانی رسیده‌است و از پیونگ یانگ خواست که از نقض قطعنامه‌های سازمان ملل خودداری کند. چین همچنین اعلام کرد که تحریم‌های مصوب سازمان ملل علیه کره شمالی را به‌طور کامل اجرا خواهد کرد.